# Sucre (Cauca)
Sucre est une municipalité située dans le département de Cauca, en Colombie.